# Parseierspitze
De Parseierspitze is met zijn 3036 m de hoogste top van de Noordelijke Kalkalpen. Het is de enige berg die de 3000 meter grens overstijgt. Hij is gelegen in de Lechtaler Alpen in de Oostenrijkse deelstaat Tirol.
Er zijn drie routes naar de top. De eerste beklimming vond plaats in 1869. Vanuit het Lechtal beklom Anselm Klotz in 1875 voor het eerst de top.
Op de zuidoostelijke flank van de berg liggen op ongeveer 2800 meter hoogte de resten van een van de weinige gletsjers in de Lechtaler Alpen, de Grinner Ferner.